# Ochodaeus cychramoides
Ochodaeus cychramoides es una especie de coleóptero de la familia Ochodaeidae.

## Distribución geográfica
Habita en Italia.